# عضلة رافعة للشفة العليا ولجناح الأنف
العضلة الرافعة للشفة العليا ولجناح الأنف (باللاتينية: musculus levator labii superioris alaeque nasi) تتصل بالجزء العلوي من البروز الأمامي من الفك العلوي وتنغرز في جلد الجزء الجانبي من الأنف والشفة العليا، وهي تعمل على توسيع المنخر، ورفع الشفة وجناح الأنف.

## اسم العضلة
الاسم الأجنبي للعضلة هو (باللاتينية: musculus levator labii superioris alaeque nasi) مترجم من اللاتينية ومعناه «رافعة الشفة العليا وجناح الأنف»، وهذا هو أطول اسم لعضلة في الإنسان والحيوان.
تُعرف هذه العضلة تاريخياً باسم «عضلة أوتو» (بالإنجليزية: Otto's muscle)‏، وهي تُوسِّع فتحة الأنف وترفع الشفة العليا، مما يمكّن المرء من أن يُزَمْجر (باللاتينية: Snarl) برفع الشفة العليا، وهو ما اشتهر به المغني الأمريكي إلفيس بريسلي باستخدامه لهذا التعبير، مما أكسب هذه العضلة اسم «عضلة إلفيس» (بالإنجليزية: The Elvis muscle)‏.
| . | . | . |

يُشار في بعض الأحيان إلى هذه العضلة باسم «الرأس الزاوي» للعضلة الرافعة للشفة العلوية.